# Alfred Schneidau
Alfred John Schneidau (* 5. Februar 1867 in London; † 24. Januar 1940 ebenda) war ein britischer Cricketspieler, der vor allem in Frankreich aktiv war.

## Erfolge
Alfred Schneidau nahm als Mitglied einer Mannschaft, die hauptsächlich aus Exil-Briten bestand und durch die Union des sociétés françaises de sports athlétiques ausgewählt wurde, an einem Cricketspiel im Rahmen der Weltausstellung 1900 in Paris teil. Dort traf die Mannschaft auf die Devon & Somerset County Wanderers (D&SCW), die sich auf einer Club-Tour in Frankreich befanden. Die Mannschaft der Union des sociétés françaises de sports athlétiques wurde dabei als Frankreich bezeichnet, der Gegner als England. 1912 wurde die Partie nachträglich als Bestandteil der Olympischen Spiele 1900 klassifiziert. Mit 158 Runs setzte sich das englische Team durch, womit Schneidaus Mannschaft, zu der außerdem noch William Anderson, William Attrill, John Braid, W. Browning, Robert Horne, Timothée Jordan, Arthur MacEvoy, Douglas Robinson, H. F. Roques, Henry Terry und Philip Tomalin gehörten, die Silbermedaille erhielt. Schneidau selbst, der in beiden Innings zum Einsatz kam, erzielte insgesamt neun Runs, acht davon im ersten Innings.
Schneidaus Vater kam aus Guernsey, seine Mutter war US-Amerikanerin. Außerdem hatte er deutsche, schwedische und französische Vorfahren. In London spielte er zunächst Fußball für verschiedene Vereine als Torhüter, unter anderem für den Vorgängerverein des heutigen FC Fulham. In den 1890er-Jahren zog er nach Paris und betätigte sich dort als Bauunternehmer. So baute er etwa ein Hotel in Saint-Cécile-Plage bei Calais. Zuvor hatte Schneidau als Buchhalter gearbeitet. 